# 광인산화

틸라코이드 막에서 광합성의 광의존적 반응을 통한 비순환적 광인산화

광인산화(光燐酸化, 영어: photophosphorylation)는 광합성 과정에서 빛에너지를 이용하여 ADP를 인산화시켜 ATP를 생성하는 반응이다. 오직 두 가지 에너지원 즉, 햇빛과 산화환원 반응만이 살아있는 생물체에서 이용가능하다. 모든 생물체는 생명의 보편적 에너지 화폐인 ATP를 생산한다. 일반적으로 광합성에서 광인산화는 물의 광분해 및 물에서 광계 II 로의 전자의 연속적인 단일 방향의 흐름을 포함한다.
광인산화에서 빛 에너지는 고에너지 전자공여체와 저에너지 전자수용체를 만드는데 사용된다. 그런 다음 전자는 전자전달계를 통해 전자공여체로부터 전자수용체로 자발적으로 전달된다.

## ATP 및 반응
ATP는 ATP 생성효소라고 불리는 효소에 의해 만들어진다. ATP 생성효소와 ATP 생성효소의 유전자의 구조는 알려진 모든 형태의 생명체에서 놀라울 정도로 유사하다.
ATP 생성효소는 보통 H+(양성자)의 농도 기울기의 형태로 막을 경계로 한 전기화학적 기울기에 의해 구동된다. 전자전달계의 기능은 H+(양성자)의 농도 기울기를 생성하는 것이다. 모든 살아있는 생물체에서 일련의 산화환원 반응은 막을 경계로 한 전기화학적 기울기 또는 소위 양성자 구동력(proton motive force)을 생성하는데 사용된다.
산화환원 반응은 전자가 전자공여체 분자로부터 전자수용체 분자로 전달되는 화학 반응이다. 이러한 반응을 일으키는 근본적인 힘은 반응물과 생성물의 깁스 자유 에너지이다. 깁스 자유 에너지는 일을 하는데 있어 이용가능한("자유") 에너지이다. 반응계의 전체 깁스 자유 에너지를 감소시키는 반응은 자발적으로 진행된다. 물론 자발적인 반응이 반응속도론적으로 저해되면, 반응이 천천히 진행될 수는 있다.
고에너지 분자(전자공여체)로부터 저에너지 분자(전자수용체)로 전자가 전달되는 것은 일련의 산화환원 반응으로 공간적으로 분리될 수 있는데, 이것이 전자전달계이다.
반응이 열역학적으로 가능하다고 해서, 그 반응이 실제로 일어날 수 있다는 것을 의미하는 것은 아니다. 수소 기체와 산소 기체의 혼합물은 저절로 발화하지는 않는다. 대부분의 생화학 반응을 유용한 속도로 진행시키기 위해서는 활성화 에너지를 공급하거나 반응계 고유의 활성화 에너지를 낮추는 것이 필요하다. 살아있는 생물은 생화학 반응의 활성화 에너지를 낮추기 위해 복잡한 고분자 구조(효소)를 사용한다.
열역학적으로 불리한 반응(전하의 분리 또는 농도 기울기의 형성과 같은)을 열역학적으로 유리한 반응(고에너지 상태에서 저에너지 상태로의 전이)과 결합시켜서, 반응계의 전체 자유 에너지를 감소시키고(열역학적으로 가능하게 만드는) 생물에게 유용한 반응을 진행시킬 수 있도록 한다. 효소는 열역학적으로 유리한 반응이 동시에 일어나는 경우에만 열역학적으로 불리한 반응을 촉매한다는 원리는 모든 알려진 생물에게 적용된다.
전자전달계는 막을 경계로 한 전기화학적 기울기의 형태로 에너지를 생성한다. 이 에너지는 유용한 일을 수행하는데 사용된다. 전기화학적 기울기는 막을 가로질러 분자를 운반하는데 사용될 수 있다. 전기화학적 기울기는 세균의 편모를 회전시키는 것과 같은 기계적인 작업을 수행하는데 사용될 수 있다. 전기화학적 기울기는 성장에 필요한 고에너지 분자인 ATP와 NADPH를 생성하는데 사용될 수 있다.

## 순환적 광인산화
순환적 광인산화는 엽록체의 틸라코이드 막에서 일어난다. 순환적 광인산화에서 P700으로부터 방출된 고에너지 전자는 광계 I 을 중심으로 순환적 경로를 따라 전달된다. 순환적 전자흐름에서 전자는 광계 I 이라고 불리는 단백질과 광합성 색소로 이루어진 복합체에서 시작하여 페레독신으로, 그 다음 사이토크롬 b6f 복합체로 전달된 다음 플라스토시아닌으로 전달되고 광계 I으로 되돌아간다. 순환적 전자흐름은 사이토크롬 b6f 복합체에 의해 H+(양성자)를 틸라코이드 내부로 능동수송하여 틸라코이드 막을 경계로 양성자 구동력을 생성시킨다. 이것은 화학삼투가 일어나는 동안 ATP 생성효소를 작동시키는 원동력인 H+(양성자)의 농도 기울기를 형성시킨다. 이러한 경로를 순환적 광인산화라고 하며, O2와 NADPH를 생성하지 않는다. 비순환적 광인산화와는 달리, 순환적 광인산화에서는 전자가 NADP+로 전달되지 않고, 사이토크롬 b6f 복합체로 다시 보내진다.
세균의 광합성에서는 단일 광계가 사용되므로 순환적 광인산화에 관여한다. 이는 혐기성 조건, 강한 빛과 CO2 보상점이 높은 조건에서 유리하다.

## 비순환적 광인산화
비순환적 광인산화는 두 개의 다른 광계를 포함하는 과정으로 구성되어 있다. 명반응이 일어나는 동안 비순환적 광인산화는 틸라코이드 막에서 일어난다. 먼저, 물(H2O) 분자는 빛이 있을 때 틸라코이드 내부에서 물의 광분해에 의해 2H+, 2e−, 1/2 O2 로 분해된다. 물 분자로부터 나오는 2개의 전자는 광계 II 로 전달되고, 2H+ 와 1/2 O2는 방출된다. 그리고 광자는 광계 II 의 반응중심(P680)을 둘러싸고 있는 엽록소 색소로 흡수된다. 빛은 각 색소의 전자를 들뜨게 만들어 결국 에너지를 광계 II 의 반응중심(P680)으로 전달하는 연쇄 반응을 일으켜 2개의 들뜬 전자를 1차 전자수용체인 페오피틴으로 전달한다. 산화된 P680은 다른 물 분자의 광분해로 방출된 전자에 의해 다시 환원된다. 전자는 페오피틴으로부터 플라스토퀴논으로 전달되고, 페오피틴으로부터 2개의 전자(e−)를, 스트로마로부터 2개의 H+를 받아서 PQH2를 형성한다. PQH2는 나중에 PQ로 분해되며, 2e−는 사이토크롬 b6f 복합체로 방출되고, 2H+는 틸라코이드 내부(루멘)로 방출된다. 그런 다음 전자는 사이토크롬 b6 및 사이토크롬 f를 통과하며, 수소 이온(H+)이 틸라코이드 내부로 능동수송되는데 필요한 에너지를 제공한 다음, 플라스토시아닌으로 전달된다. 전자전달계에 의해 형성된 H+(양성자)의 농도 기울기에 의해 H+이 틸라코이드 내부에서 스트로마로 ATP 생성효소를 통과해 확산되는 에너지를 이용하여 ATP를 합성한다.
광계 II는 잃어버린 전자를 외부의 공급원으로부터 전달받는다. 그러나, 비순환적 광인산화에서 두 개의 다른 전자는 순환적 광인산화에서처럼 광계 II 로 되돌아가지 않는다. 대신에 여전히 들뜬 전자는 광계 I으로 전달되어 두 번째 태양 광자를 사용하여 전자의 에너지 수준을 높은 수준으로 끌어올린다. 고도로 흥분된 전자는 전자수용체 분자로 전달되고, 다음과 같이 NADPH를 생성하는 반응을 촉매하는 페레독신-NADP+ 환원효소로 전달된다.
NADP+ + 2H+ + 2e− → NADPH + H+
비순환적 광인산화의 결과로 ATP, NADPH, O2가 생성된다.
엽록체에서 NADPH의 농도는 전자가 명반응을 통해 어떤 경로를 취할지를 조절하는데 도움을 줄 수 있다. 캘빈 회로에서 ATP의 농도가 낮으면, NADPH는 축적될 것이고, 식물은 비순환적 전자흐름에서 순환적 전자흐름으로 전환한다.

## 초기 연구의 역사
1950년에 오토 칸들러(Otto Kandler)는 클로렐라 세포를 사용하여 생체 내에서 광인산화에 대한 최초의 실험적 증거들을 제시하였으며, 그의 발견은 광의존적 ATP 합성으로 해석되었다. 1954년에 다니엘 I. 아논(Daniel I. Arnon) 등은 32P를 이용하여 분리된 엽록체에서 광인산화를 발견했다. 광인산화의 초기 연구에 대한 아논의 첫 번째 보고서는 1956년에 출판되었다.

## 같이 보기
- 광합성
- 광계
- 광의존적 반응

## 참고 문헌
- Fenchel T, King GM, Blackburn TH.  Bacterial Biogeochemistry: The Ecophysiology of Mineral Cycling.  2nd ed.  Elsevier; 1998.
- Lengeler JW, Drews G, Schlegel HG, editors.  Biology of the Prokaryotes.  Blackwell Science; 1999.
- Nelson DL, Cox MM.  Lehninger Principles of Biochemistry.  4th ed.  Freeman; 2005.
- Nicholls DG, Ferguson SJ.  Bioenergetics 3.  Academic Press; 2002.
- Stumm W, Morgan JJ.  Aquatic Chemistry.  3rd ed.  Wiley; 1996.
- Thauer RK, Jungermann K, Decker K.  Energy Conservation in Chemotrophic Anaerobic Bacteria.  Bacteriol. Rev. 41:100–180; 1977.
- White D.  The Physiology and Biochemistry of Prokaryotes.  2nd ed.  Oxford University Press; 2000.
- Voet D, Voet JG.  Biochemistry.  3rd ed.  Wiley; 2004.